# Cyclone Kenneth
Le cyclone Kenneth est la quatorzième dépression tropicale à se former lors de la saison cyclonique 2018-2019 dans l'océan Indien sud-ouest, la dixième à devenir une tempête tropicale et le dixième système à atteindre le stade de cyclone tropical intense. Il est né d'une perturbation apparue au nord-est de Madagascar le 21 avril 2019, devenue dépression tropicale le matin du 23 avril 2019. A 12 h UTC, cette dernière s'est transformée en une tempête tropicale modérée, puis le matin du 24 avril, en un cyclone tropical de catégorie 3 approchant le Mozambique. Le lendemain, il atteint son intensité maximale, devenant un cyclone tropical intense de catégorie 4 en atteignant les côtes mozambicaines.
Ce  cyclone tropical intense, équivalent de la catégorie 4 de l'échelle de Saffir-Simpson, a frappé le Mozambique et les Comores. Cela a fait de Kenneth le système tropical le plus intense de l'histoire écrite du Mozambique et seulement la seconde fois que deux tempêtes, avec le cyclone Idai, ont touché ce pays au cours de la même saison à l'intensité de cyclone tropical.
Kenneth a tué au moins 50 personnes (7 aux Comores et 43 au Mozambique) et blessé au moins 276 personnes.

## Évolution météorologique
Le 21 avril, le CMRS de la Réunion de Météo-France a lancé des avis sur la perturbation pour la tropicale 14, située au nord-est de Madagascar. Le système a dérivé vers l'ouest tout en s'organisant. Tôt le 23 avril, il est devenu une dépression tropicale et à 12 h UTC, cette dernière s'est transformée en une tempête tropicale modérée, baptisée Kenneth, puis tôt le 24 avril, un cyclone tropical.
Kenneth s'est rapidement développé en approchant du Mozambique, atteignant une intensité équivalente à un ouragan de catégorie 3 dans l'échelle de Saffir-Simpson,. Sa trajectoire le menait vers le Mozambique dans les 24 heures suivantes amenant de nouveaux dégâts et inondations juste un mois après le passage du cyclone Idai dans la région, faisant craindre à une détérioration de la crise humanitaire toujours en cours.
Le lendemain, Kenneth a atteint son intensité maximale, devenant un cyclone tropical intense de catégorie 4, en commençant à affecter la côte du Mozambique. À peu près à ce moment-là, il a cependant commencé un cycle de remplacement du mur de l'œil et a commencé à s’affaiblir, juste avant que son centre le touche la côte. Plus tard dans la journée, à 18 h 15 UTC, Kenneth a touché terre toujours à la catégorie 4, donnant des vents soutenus sur une minute de 220 km/h, juste au nord de Pemba.
Kenneth s'est ensuite affaibli extrêmement rapidement malgré l'environnement atmosphérique relativement favorable et le relief plat du nord du Mozambique. Les vents maximums soutenus du système sur dix minutes sont passés de 205 km/h à seulement 65 km/h en dix heures. Le 26 avril, Kenneth est devenue une simple dépression tropicale, tout en continuant son mouvement vers le sud et le CMRS a cessé d'émettre des bulletins, laissant le soin au service météorologique du Mozambique de la suivre. Le 27 avril, la dépression a commencé à se diriger vers le nord, donnant des orages au large des côtes du pays.

## Impacts

### Mozambique
Au Mozambique, Kenneth a causé des dommages généralisés dans la ville de Pemba, notamment de graves pannes de courant et de nombreux arbres ont été abattus. Sur l’île Ibo, un rapport parla que 90 % des maisons furent détruites et dans la province de Cabo Delgado, c'est 2 500 demeures ainsi que de nombreuses écoles et hôpitaux   qui furent touchés. Quatre navires coulèrent au large de Palma.
Le bilan provisoire publié le 28 avril par l'Institut mozambicain de gestion des situations d'urgence parlait de plus de 23 000 sans-abri et de près de 35 000 habitations partiellement ou totalement détruites dans le nord du pays mais les risques d'inondations avec les pluies diluviennes pouvait augmenter ce décompte.
Les dommages provoqués par ce cyclone ont aggravé la situation dans le pays après le passage du cyclone Idai un  mois auparavant ; 3,2 milliards de dollars seraient nécessaires pour reconstruire le pays après ces deux catastrophes.

### Comores
Aux Comores, les dégâts humains et matériels sont considérables. Grande Comore fut l’île la plus violemment touchée et des villages entiers furent détruits partout dans le pays. Plus de la moitié des plantations agricoles furent ravagées par les vents violents à Anjouan et 77 % à Mohéli.

## Aide
L'ONU déclara qu'elle débloquait 13 millions de fonds d'urgence pour venir en aide à la population comorienne et mozambicaine. L'Union européenne débloqua une aide immédiate de 1,5 million d'euros.
Le cyclone a frappé en Mozambique une région aux prises avec une insurrection islamique et a temporairement diminué les violences, avant qu'elles ne reprennent en vigueur en mai.